# История Хайфы
История Хайфы восходит к III веку до нашей эры. Местность, где расположена Хайфа, в разное время находилась под управлением таких народов, как: хананеи, израильтяне, римляне, византийцы, арабы, крестоносцы, курды, мамлюки, турки — османы и британцы. В настоящее время Хайфа является крупным городом в Израиле со смешанным населением, в котором значительная часть приходится на арабских граждан Израиля.

## Хайфа в Библии
Хайфа не упоминается в Библии, так как является достаточно молодым городом, но на её территории разворачивались библейские события завоевания Ханаана, в результате которых территория современной Хайфы оказалась принадлежащей колену Ашера (современные Крайот) и колену Менаше (Нав. 19:26, 19:29, Суд. 1:31) (см. рис.1 Карта расселения колен Израилевых). В настоящее время в Хайфском округе один из региональных советов носит библейское имя Менаше.
Гора Кармель, на отрогах которой расположена современная Хайфа, и река Кишон, протекающая по территории современной Хайфы, упоминаются в Танахе в Третьей книге Царств в связи с деяниями Илии-пророка. Пещеру на вершине горы Кармель, известную как «Пещера Илии» связывают с пророком Илией и его учеником Елисеем. С самой высокой вершиной хребта Кармель Эль-Мухракой, находящейся вблизи Хайфы, связывают победу Илии-пророка над жрецами Ваала. На арабском языке «Эль-Мухрака» означает «место сжигания», название является отсылкой к всесожжениям и жертвоприношения на этом месте в ханаанские и ранние израильские времена.

## Ранняя история

### Первобытное общество: Левантийский коридор
Территория современной Хайфы находится в районе горы Кармель в Левантийском коридоре, который сыграл важную роль в изучении эволюции человека в период выхода его из Африки. Весь Левантийский коридор представлял собой сухопутный путь миграции растений, животных и людей между Евразией и Африкой, а люди населяли местность Левантийского коридора с доисторических времён. Территория современной Хайфы и её ближайших окрестностей изобилует пещерами на горе Кармель, в которых были найдены многочисленные археологические находки, как правило, вследствие строительства современной Хайфы. Так, в 1927 году британскими мандатными властями в Палестине при строительстве хайфского порта было принято решение не разрабатывать находящиеся в ~20 км к югу от Хайфы каменоломни, а сохранить обнаруженные древние пещеры и провести в них раскопки. Руководила раскопками британская женщина-археолог Дороти Гаррод. Так был спасён особенно важный, с точки зрения понимания эволюции человека, археологический памятник Нахаль Меарот. В 2012 году, через 90 лет после раскопок, пещеры были признаны объектом Всемирного наследия ЮНЕСКО. Археологические находки в пещерах На́халь Меаро́т свидетельствовали о непрерывном заселении на протяжении 500 тысяч лет, делая этот археологический объект ключевым для хроно-стратиграфической схемы человеческой истории в целом и истории Ближнего Востока в частности. Самые нижние слои раскопок соответствовали периоду каменного века, палеолита, и были связаны с вымершей, параллельной людям на уровне гоминид, ветвью человека — неандертальцами. Хронологию развития человечества отражают такие археологические культуры, обнаруженные в культурных слоях Нахаль Меарот, как:
- первая человеческая культура, покинувшая Африку — ашельская культура (500 −200 тыс. лет тому назад)
- культура, в рамках которой неандертальцы и люди сосуществовали вместе в пещерах Нахаль Меарот, что и является уникальной археологической находкой) —мустьерская культура (250-45 000 лет тому назад),
- ориньякская и ахмарская культура (40—20 тысяч лет)
- натуфийская культура (15 000—11 500 лет тому назад).

В пещере Схул, входящей в систему пещер археологического памятника Нахаль Меарот, были найдены фоссилии гоминидов, относящихся к виду Homo sapiens, что делает эти останки (гоминиды группы Схул-Кафзек) одними из старейших в Евразии.
Непосредственно в пределах современной Хайфы, сейчас район Неве-Давид, были обнаружены артефакты кебарской культуры (18 000-15 000 лет назад) охотников-собирателей Homo sapiens конца последнего ледникового периода.
На территории современного микрорайона Хайфы Неве-Шеанан были найдены следы древнего человека в пещерах Вороньей стены.
В 12 км южнее Хайфы, в Пещере Мислия, были обнаружены артефакты, культурно и хронологически эквивалентные артефактам пещер Нахаль Меарот.
В 1962 году, с целью систематизации археологического материала, в Хайфе был создан Музей пра-истории им. М.Штекелиса с исследовательским отделом.В 1988 году, с целью проведения спасательных раскопок не только в Хайфе и её окрестностях, но и по всему cеверу Израиля, был создан «Институт археологии им. Зинмана» при Хайфском университете.

### Древний мир (до V века н. э.)

#### Неолит (11500—4000 лет до н. э.)
В пещерах Нахаль Меарот, входящих в состав земель западной части Плодородного полумесяца, были найдены признаки начала неолитической революции (переход человечества от охоты и собирательства к земледелию). Также, всего в 10 км южнее Хайфы, в 300—400 м от берега Средиземного моря было обнаружено древнее затопленное неолитическое поселение Атлит-Ям —самое раннее известное свидетельство существования агроскотоводческой и морской системы жизнеобеспечения (средиземноморская рыбацкая деревня) на левантийском побережье. Изучение артефактов пещеры Ракефет, расположенной на горе Кармель вблизи Хайфы, дало важные сведения о начальном периоде одомашнивания растений и животных самыми первыми земледельцами. Эта пещера оказалась одном из самых ранних мест производства пива (кашеобразное пиво 11 тысячелетия до нашей эры). В пещере Нахаль Орен, на горе Кармель, в 10 км к югу от Хайфы, в ходе строительства дороги, была обнаружена, наряду с кебарской (верхний палеолит) и натуфийской культурой (мезолит), также и докерамическая неолитическая промышленность A и B. На якорных стоянках у побережья современной Хайфы (Кфар-Самир, Кфар-Галим, Тель-Хрейз, Мегадим, Неве-Ям) была обнаружена затопленная керамика эпохи неолита, а в ямах— самое старое (7100-6300 лет) известное свидетельство извлечения оливкового масла.
Непосредственно в пределах современной Хайфы (западная Хайфа), в районе Неве-Давид, были обнаружены временные стоянки керамического периода неолита перед появлением постоянных поселений.

#### Медный век: Ханаан
К медному веку территория современной Хайфы принадлежала Ханаану, который следующие 2—3 тысячи лет находился под протекторатом более развитого Древнего Египта.

#### Бронзовый век (3800—1200 год до н. э.): Шикмона и Тель-Абу-Хуам
В бронзовом веке, самым главным событием которого была катастрофа бронзового века и нашествие народов моря, территория Хайфы располагалась между ханаанскими городами-государствами Акко на севере, Дор на юге и по ней пролегал древний торговый путь Via Maris, за который шла постоянная борьба между Египтом и Ханааном, Сирией, Митанни и другими.
В середине XVI века до н. э., в эпоху поздней бронзы, Ханаан был завоёван египетскими фараонами 18 династии. После победы Тутмоса III в битве при Мегиддо в XV веке до нашей эры, города Газа, Яффо, Бейт-Шеан и Афек стали торговыми форпостами Египта.
Египет был заинтересован в существовании городов вдоль морского пути, снабжающих его продовольствием и различным сырьём, а также служащих контрольными пунктами на стратегических путях в древний Ливан и Сирию.
В XVI веке до н. э., возможно, именно египтяне основали город Шикмону (XVI век до н. э. — VI век н. э.), как арьергард военной базы в Бейт-Шеане. Теперь вдоль побережья Ханаана располагалась цепочка городов, лежавших на египетских караванных путях, включая главные портовые города Яффо и Дор, а также более мелкие города, такие как Атлит и Шикмона. Расположение прибрежных городов зависело от ручьёв, которые пересекали прибрежную равнину на пути к морю. В этих городах были найдены керамические свидетельства торговли с Кипром, микенским миром и Египтом.
В XV веке до н. э. кочевники шасу угрожали существованию торгового пути Via Maris, в том числе и мелким ханаанским городам на этом торговом пути — Шикмоне (XVI век до н. э. — VI век н. э.) и Атлиту.
Пик развития египетского колониального завоевания был достигнут в XIV веке до н. э. при 19 династии. К этому времени уже 300 лет регион находился под прямым египетским правлением, что создало тесную связь между Египтом и провинцией Ханаан.
Приморские города занимались экспортом и импортом сельскохозяйственной продукции и предметов роскоши из внутренних районов страны.
В XIV веке до н. э. началось нашествие народов моря на Египет, возможным результатом которого явилось поселение филистимлян на побережье Средиземного моря.
Морской торговый путь, дойдя до Хайфского залива, разделялся на два пути: один путь продолжался на север через Акру, а другой путь поворачивал на восток через Тель-Маамр, Тель-Кашиш и Йокнеам, в сторону Мегиддо. Маршрут от Хайфского залива в Изреельскую долину пролегал по реке Кишон, проходимой для судов в те времена, и поэтому берега реки были заселены . В это время эпохи поздней бронзы, в XIV веке до н. э., в тогдашнем устье реки Кишон (сейчас граница городского хайфского района Мифрац и района Нижний город), был основан небольшой портовый город Тель-Абу-Хавам (XIV век до н. э. — IV век н. э.). Одна из находок на раскопках города была датирована 1315 г. до н. э. —временем путешествия Сети I из Египта в Акру, другие находки отражали приход морских язычников до начала двадцатой династии в Египте. Поселение Тель-Абу-Хавам поддерживало обширные торговые отношения с прибрежным ханаанским миром на севере: с городами Тир, Сидон, Угарит, Алалах, Троя. В позднем бронзовом веке Шикмона поддерживала торговые связи с Египтом, Кипром и Месопотамией.
Периодически Тель-Абу-Хавам оказывался заброшенным, возможно, из-за морских наводнений, наносов реки Кишон, тектонических и вулканических катаклизмов и из-за изменения береговой линии.

#### Железный век (1200 год до н. э. — 332 год до н. э.)
Шикмона
В конце XIII века до н. э., Шикмона, жителями которой были, вероятно, финикийцы, была разрушена и возобновилась только в период Израильского царства. В XI веке до н. э. финикийское поселение было уничтожено, причём в библии эти события связаны с завоеваниями царя Давида в районе Акры и Дора. Согласно библии, область долины Звулон была передана Хираму, царю Тира (3Цар. 9:11—13), граница между Израильским царством и Тиром была установлена по реке Кишон и Шикмона стала самым крайним городом округа Дор, известного как один из 12 округов Соломона. Это поселение также просуществовало недолго и было уничтожено пожаром в X веке до н. э. во время военной кампании Шешонка I, фараона Египта. В IX веке до н. э. поселение было восстановлено, в нём была развита масляная промышленность, индустрия алых красителей, благодаря распространенной в прошлом популяции алых оливок. Наиболее распространенной находкой в Шикмоне периода Израильского царства оказались культовые глиняные фигурки (всадники, богиня Астарта). Языческие элементы в израильском богослужении появились в районе горы Кармель с усилением влияния царства Тира во времена царя Амврия. В 738 году до н.э. Шикмона была разрушена и в 722 году до н. э., когда Северное израильское царство было завоевано ассирийцами, была восстановлена. В VII в. до н. э., во времена Нововавилонского царства (626—529 годы до н. э.) Шикмона опять была разрушена и оставалась незаселенной на протяжении всего вавилонского периода. В персидский период (VI век до н. э.—IV век до н. э.) Шикмона находилась под управлением финикийского города Тир.
Тель-Абу-Хавам
Город Тель-Абу-Хавам продолжил своё прерывистое существование и в железном веке (вплоть до IV века н. э) в системе южных финикийских поселений. В XI веке до н. э. поселение входило в Израильское царство, укрепившееся во времена царя Ахава. Далее были обнаружены следы большого пожара, что приписывается походу Шешонка I в 926 г. до н. э. на Земли Израиля, Сирии и Ливана . В 732 г. до н. э., после вторжения ассирийского царя Тиглатпласара III, жители поселения, возможно, были изгнаны. Географ VI века до н. э. Скилак описывает Тель-Абу-Хавам персидского периода, как поселение «между заливом и мысом Зевса» (гора Кармель).

#### Античный период: Хайфа
Античная эпоха включала в себя эллинистический период (320—142 до н. э.) правления Птолемеев и Селевкидов, период Хасмонеев и период Римской Палестины.
Тель-Абу-Хавам
Тель-Абу-Хавам во время персидско-эллинистического периода был финикийским портовым городом, воссозданным в начале персидского периода после запустения, длившегося около 250 лет. Поселение, видимо, было уничтожено одной из армий, сражавшихся в Тире, вероятно, между 385—383 гг. до н. э. Заселение этого места было частью расширения финикийских поселений в этом районе к югу при поддержке персидского правительства. Восстановленное поселение просуществовало до завоевания Тира Александром Македонским в 332 г. до н. э. . Город Тель-Абу-Хавам, расположенный севернее Хайфы на реке Кишон, существовал и в персидский, и в эллинистический период, но в IV веке до н. э. старый порт был засыпан песком, а от города остался только холм, который был задокументирован историком VI века до н. э. Скилаком.
В течение первых веков нашей эры произошло переселение жителей на юг Хайфского залива в такие поселения, как Хайфа, Шикмона, а позже и Кастра.
Шикмона
Шикмона в то время была главным еврейским городом в этом районе и центром производства традиционной краски тхелет, используемой для храмовой одежды еврейских священников. В римский и византийский периоды Шикмона стала частью римской системы укреплений во время Первой Иудейской войны, Восстания Бар-Кохбы. К концу римского периода крепость в Шикмоне была разрушена, на её остатках были построены жилые дома. В византийский период Шикмона (Порфиреон) стала христианским поселением, но прекратила своё существование в начале VII века по неизвестной причине.
Хайфа
В III веке н. э. в эллинистический период, как раз тогда, когда порт Тель-Абу-Хавама был заилен, появилось новое поселение — Хайфа-аль-Атика (араб. حيفا العتيقة‎, «старая Хайфа»). Новое поселение расположилось на побережье моря на территории от современной больницы Рамбам до еврейского кладбища на улице Яффо, то есть на территории от нынешнего района Бат-Галим до границ нынешней Немецкой колонии. Само название Хайфа появилось в римскую эпоху, не позднее 280 года . Во времена Талмуда (III—V вв. н. э.) в процветающем еврейском поселении Хайфа жил Раби Авдими, один из составителей Иерусалимского талмуда, по дате смерти которого в 280 году определяют примерный возраст города Хайфы. Хайфа впервые упоминается как небольшая рыбацкая деревня, в которой находится дом раввина Авдимоса и других еврейских ученых-талмудистов примерно в III веке нашей эры. Однако евреям из Хайфы, признанным заблуждающимися, было запрещено представать перед Священным ковчегом. Сама Хайфа имела религиозное значение из-за пещеры Илии. От древней Хайфы сохранились остатки римских гробниц, находящиеся в подземном дворе с колоннами.
Эллинизированное население Хайфы занималось торговлей, рыболовством и сельским хозяйством, функционировал порт. Под властью Византии Хайфа продолжала развиваться, хотя порт Хайфы имел меньшее значение, чем порт Акры. Ничего важного не происходило на территории нового поселения в византийский и раннеарабский период. 
Сельскохозяйственная ферма византийского периода была обнаружена в современном хайфском районе Неве-Шеанан, на подъезде к Техниону, при раскопках археологического объекта Вороньей стены.
Кастра
С IV по VII век в пределах современной Хайфы располагался византийский город Кастра, который существовал также в арабский период, но был заброшен в X веке. В Кастре также жили и евреи.

## Средневековая эпоха
Византийское правление закончилось в VII веке, когда Хайфа была завоёвана сначала персами, а затем арабами в 640-х годах. Во время раннего арабского правления порт Хайфы имел меньшее значение, чем порт Акко. При халифате Рашидун началось развитие Хайфы, а в IX веке, при халифате Аббасидов, Хайфа установила торговые отношения с египетскими портами, в городе работало несколько верфей, жители были заняты торговлей и морской торговлей. Производство стекла и красителей из морских улиток были самыми прибыльными отраслями города.
Насир Хосров, посетив город в 1047 году, отметил, что «Хайфа лежит на берегу моря, и здесь много пальмовых садов и деревьев. В этом городе есть корабелы, которые строят очень большие суда».
Хайфа при крестоносцах

В 1100 или 1101 году город был завоеван крестоносцами после ожесточенной битвы с его еврейскими жителями и сарацинским гарнизоном, город переименован в Кайфас. Под властью крестоносцев город был центром самоуправляющейся Хайфской сеньории (включала Кармель, прибрежную равнину и долину Звулун), независимой от Галилейского княжества, вассала христианского Иерусалимского королевства. Крестоносцы назначили трёх представителей аристократии, которые действовали как основная администрация области, построили крепость (известную как Castellum Cayphae). Ещё одна крепость Рош-Миа (в современном микрорайоне Ромема), существовавшая с бронзового века, была крестоносцами укреплена. Жители получили разрешение вернуться в город, христианское и мусульманское население стало составлять большинство жителей Хайфы. Порт Хайфы при крестоносцах продолжал быть вторым портом после Акко (в то время Акр). 
В XII веке был основан Монашеский орден, названный в честь горы Кармель кармелитами. В хайфских пещерах на территории вади Сиах был создан центр для отшельников и затворников монахов-кармелитов, в 1156 году на этом месте был построен монастырь Святого Брокара. Также кармелиты построили монастырь Стелла Марис на вершине Кармель, позже превращённый в мечеть, но потом опять ставший монастырём и больницей. В XIX веке здание было реконструировано, а находящаяся на вершине Кармеля пещера, действующая как склеп монастыря, стала почитаться христианами, как пещера Илии.
В 1187 году Галилейское княжество было уничтожено мусульманским лидером XII века Саладином, после чего его территория находилась под контролем айюбидов до 1191 года, когда Хайфа была возвращена крестоносцам.
В 2020 году археологи из Института морских исследований при Хайфском университете обнаружили 25-метровый корабль, датируемый XII веком. На корабле была обнаружена самая большая коллекция византийской и ранней исламской керамики в Израиле с надписями как греческими, так и арабскими буквами, включающими имя Аллаха и многочисленные христианские кресты, в том числе 103 амфоры шести типов, из которых два типа ранее никогда не обнаруживались.
В 1265 году Хайфа была завоевана войсками мамлюкского султана Бейбарса, которые в 1291 году (по другим данным год завоевания Хайфы Аль-Ашраф Халилем) разрушили монастырь кармелитов Святого Брокара, как и всю Хайфу, как и все остальные прибрежные города Ближнего Востока. С XIII по XVI век, во время правления мамлюков, Хайфа оставалась разрушенной, с целью не допустить возвращения крестоносцев.

## Османская эпоха
В 1516 году Хайфа, заброшенная рыбацкая деревушка, была завоёвана османами. Хайфу территориально отнесли к подрайону «Нахия» на побережье Атлита, на 1538 год в земельных книгах было задокументировано 20 дворов.
До 1575 года название Хайфа не упоминалось в литературе. Картина художника Де-Брюи 1682 года отражает жалкое состояние Хайфы в то время, в том числе и разруху монастыря Стелла Марис, обветшалого и заброшенного.
В новое время, с XVII века, порт Акко становится неудобным, и начинается развитие порта и города Хайфы под руководством эмиров османской династии Турабей. В 1631 году от них было получено разрешение на восстановление монастыря кармелитов.
В 1722 году султан приказал губернатору Сидона Осман-паше, под чьим контролем находилась Хайфа, для защиты торговцев от пиратов, построить сторожевые башни на обоих концах гавани, что и было сделано к 1725 году.
В начале XVIII века правителем Галилеи стал бедуинский шейх Захир эль-Омар, противостоявший туркам и в 1761 году уничтоживший древнюю Хайфу и заложивший новый город, Хайфа-аль-Джадида (араб. حيفا الجديدة‎, «новая Хайфа»), и новую крепость Бурдж ас-Салам южнее старого. Новая Хайфа сместилась на 2—3 км на восток, и теперь её жителей, которые зарабатывали на жизнь рыбной ловлей, торговлей с пиратами и сельским хозяйством (выращивали зерно, хлопок, овощи и фрукты), легче было защитить. Альтернативная теория объяснения разрушения Хайфы-аль-Атика рассматривает перенос города, как символическое послание политического, правительственного, социального и идеологического значения жителям города, режиму Османа и иностранным державам. Перемещение произошло из современного района Бат-Галим в современный район Нижний город, новый город протянулся вдоль береговой линии по современной улице Ха-Ацмаут (ивр. דרך העצמאות‎, «улица Независимости»), затем поворачивал на восток по улице Шиват Цион (ивр. שבעת ציון‎,), а затем направлялся на север к Комплексу Аль-Паша. Была построена стена с двумя воротами: в сторону Акко и в сторону Яффы (стена и ворота не сохранились). Площадь города внутри стен составляла 125 дунамов (около 31 акра), толщина стен достигала 75 сантиметров, высота — около 4,5 метров. Соединяла ворота улица Омайя (ныне улица Натансон), делившая город, не имевший никакого плана, пополам. Город был разделен на кварталы:
- мусульманский «Аль-Харат аль-Шаркия» (Восточный квартал) с «Рыночной мечетью» (с 1960 года не используется), внутри которого развивался «Харат аль-Йехуд» (еврейский квартал) с пятью синагогами. Маленькую еврейскую общину в 1798 году посетил Нахман из Брацлава[79].
- христианский «Аль-Харат аль-Гарбия» (Западный квартал), впоследствии получил название «Харат аль-Канаис». Первой церковью квартала стала римско-католическая церковь Святой Марии, освящённая в 1862 году. В 1870-х годах члены греческой православной общины построили свою церковь св. Ильи.
- управленческий, в котором руководство городом, том числе и таможенной службой, осуществлялось из сарайи (административное здание, разрушено в мандатный период при прокладке железной дороги). Рядом с администрацией, перед мечетью Аль-Джарина[ивр.] , построенной в конце XVIII века (вероятно, на руинах церкви крестоносцев), в 1899 году была возведена башня с часами, первая среди часовых башен Эрец-Исраэль, воздвигнутых в честь 25-летия правления султана Абдул Хамида II. Площадь перед мечетью служила социальным центром Хайфы, здесь были расположены кофейни, рынки (овощной «Аль-Хасба», рыбный «Аль-Самак», мясной), Арабский банк, торговый центр «Наим аль-Ассель».

После смерти Захира в 1775 году город оставался под властью Османской империи до 1918 года, за исключением двух коротких периодов:
- в 1799 году Наполеон Бонапарт завоевал Хайфу в рамках своего неудачного похода на Палестину и Сирию, но в том же году оставил город
- в 1831—1840 годах Хайфа находилась под властью Египта (завоевана в ходе Первой турецко-египетской войны)[75], правил египетский наместник Мехемет Али после того, как его сын Ибрагим-паша вышел из-под контроля османов[80].

В 1799 году в монастыре Стела Марис оставил своих больных солдат Наполеон Бонапарт, не сумевший взять осажденный Акко во время своего Египетского похода. Больные солдаты были полностью вырезаны турками, этому событию посвящен памятник, установленный перед входом в монастырь. В 1821 году правитель Галилеи Абдалла-паша вновь разрушил монастырь и построил свою резиденцию из его камней.
В 1831—1840 году Хайфа находилась под властью Египта (завоевана в ходе Первой турецко-египетской войны). В этот период Хайфу наводнили паломники и путешественники в Назарет и другие святые христианские места Галилеи, в связи с чем усилилась влияние Ордена кармелитов в развитии Хайфы. В 1827 году после вмешательства папы римского Пия VII началось очередное восстановление монастыря Стела Марис, который был освящен в 1836 году и открыт в 1853 году.
В 1840 году 40 % населения Хайфы составляли арабы-христиане, жившие рядом с мусульманским большинством, и всего 124 еврея (1839). В городе присутствовали три христианские конфессии — греко-католики, греко-православные и католики-кармелиты.
В 1857 году Россия получила разрешение построить в городе причал, раз в неделю в Хайфе становились на причал российские пароходы.
В 1858 началось расширение Хайфы за пределы ставшей тесной городской стены. Арабские кварталы Нижнего города расширялись в сторону горы Кармель: мусульманский квартал стал называться Вади-Салиб, арабский христианский —Вади-Ниснас.
В 1868 (1869) году началось гражданское строительство на склоне горы Кармель прибывшими из Вюртемберга немецкими темплерами, в результате образовался новый квартал — Немецкая колония, для которой темплеры выбрали самый широкий участок, лежащий между горой Кармель и Средиземным морем. Немецкая колония в Хайфе стала первой из семи в Земле Израиля и первым сознательно спланированным и спроектированным земледельческим поселением во всей Земле Израиля. По обеим сторонам современной улицы Бен-Гурион темплеры построили дома из специально вытесанного камня и с черепичными крышами, рядом были построены фермерские постройки, мастерские, фабрики и сады. Темплеры были первыми, кто использовал колесные транспортные средства, перевозившие пассажиров и товары, для чего были проложены дороги, в том числе и в Назарет. Кроме того, немецкие поселенцы построили современную гостиницу и мыловаренный завод. Влияние темплеров на Хайфу было огромным, и они постоянно соперничали с орденом кармелитов. В частности кармелиты безуспешно противодействовали покупке земли темплерами на горе Кармель с целью построения поселения Кармельхайм, из которого впоследствии развился район Центральный Кармель.
С конца 1880-х годов Хайфа стала частью Бейрутского вилайета (1887) и крупным портовым городом. Большая часть торговли, из Акры перешла в Хайфу, так как хайфский порт считается лучшей естественной гаванью на палестинском побережье.
В 1890 году первые евреи-сефарды покинули мусульманский квартал Хайфы и создали для себя отдельный район под названием «Ард аль-Яхуд» (сегодня это улицы Ха-Шомер (ивр. השומר‎), Иегуда Халеви, Мерхавия и Ибн Габироль).
В 1898 году построена дорога Хайфа-Яффо, в этом году ходе паломничества на Святую землю, в Хайфе, с дружественным к туркам визитом, побывал император Германии Вильгельм II. В честь этого события в Хайфе был воздвигнут обелиск.
В 1898—1899 году Герцль посетил Палестину, после чего сделал Хайфу главным городом будущего Израиля в своем утопическом романе Альтнойланд.
В 1900 году население Хайфы ~ 12 тыс. человек.
В 1905 году Хайфа была присоединена к линии Хиджазской железной дороги (Дамаск — Мекка), что сделало её центром большей части экспорта из Аравии. В этом же году был открыт первый железнодорожный вокзал Хайфа восточная. Вокруг вокзала расположились складские помещения и большие магазины. Железная дорога способствовала выбору именно Хайфы для строительства завода по производству оливкового масла, а также Хайфского Техниона. Многих членов еврейских общин теперь привлекал город из-за его железнодорожного сообщения. Еврейское население начало расти, в 1901 году в Хайфе проживал 1041 еврей. После прибытия из Восточной Европы (в основном из России) первой и второй алии, возросла роль хайяской еврейской общины. К 1914 году, перед Первой мировой войной, население Хайфы выросло до 20 000 жителей, большинство было мусульманами, 20 % составляли христиане (10 отдельных общин), а 15 % — евреи.
В 1905 году персидская община бахаи поселилась в Хайфе, а в 1909 году Хайфа стала центром их веры, когда останки основателя Баба были перевезены из Акко и захоронены на склоне горы Кармель. Впоследствии над гробницей Баба был построен Храм Баба.
В начале XX века мусульманские жители района Кабабир на Кармеле присоединились к секте ахмадие, проповедующей мирное распространение ислама.
В 1912 году было заложено здание Техниона, первого вуза Израиля.
Первая мировая война положила конец 400-летнему османскому правлению в Палестине, в том числе и в Хайфе.

## Британский мандат
Начало новейшего времени для Хайфы ознаменовалось объявлением Британского мандата. В Хайфу британская армия вошла 23 сентября 1918 года, в результате победы в битве при Хайфе, но только в 1919 году в Палестине был объявлен Британский мандат.
Важным вкладом британцев было строительство (1933 год) глубоководного порта, хайфского аэропорта, ставшего первым международным аэропортом в Палестине (1934), государственной больницы Великобритании (1938, сейчас Рамбам), нефтеперерабатывающий завод (1939), что дало экономический импульс для развития города. Количество рабочих увеличилось, ещё в 1920 году в Хайфе был основан профсоюз Гистадрут. В тот период город получил прозвище «красная Хайфа». Позже родился слоган: «Иерусалим молится, Хайфа работает, Тель-Авив веселится». Во время британского мандата Хайфа —международный центр, с железнодорожного вокзала Хайфа восточная возможно добраться в Каир (Африка), Дамаск (Азия), Стамбул (Европа).
По результатам первой британской переписи 1922 года в Хайфе жило 24 634 человека, из них — 6 тысяч евреев, 9 тыс. мусульман и немного меньше арабов-христиан. В начале 1920-х годов началось строительство еврейских районов Адар, Неве-Шаанан, Бат-Галим и Ахуза.
Растущее еврейское влияние вызвало арабское сопротивление по всей стране. В 1920-х и 1930-х против евреев действовали базировавшиеся в Хайфе подпольные группы Изз ад-Дин аль-Кассама, погибшего в 1935 году в стычке с британцами. События 1929 года привели к уходу евреев из Нижнего города в район Адар и строительству Крайот — пригородов вокруг Хайфского залива (Кирьят-Моцкин, Кирьят-Ям, Кирьят-Бялик, Кирьят-Хаим).
Постепенно евреи скупили всю среднюю террасу склона Кармель, на которой построили большие жилые кварталы.
В 1930-е годы Хайфа стала центром еврейской нелегальной иммиграции в Эрец-Исраэль для евреев, спасающихся от нацистов. По переписи 1931 года в городе проживало уже 50 403 человек, в том числе около 20 000 мусульман, 15 923 евреев (что составляло 31 % от населения города) и около 14 000 христиан. Еврейская община приобрела ещё большее влияние, став собственником участка земли возле порта и построив там новую коммерческую зону. Большинство нелегальных репатриантов-евреев, в том числе беженцев, прибывали в Палестину через хайфский порт, окончание строительства которого в 1934 году превратило его в международный. Англичане осушили прибрежную полосу в Нижнем городе и проложили там центральный проспект.
В 1934 году англичане приняли генеральный план развития города. В том же году был проложен нефтепровод из Ирака в Хайфу, а в 1939 году закончено строительство нефтеперерабатывающего завода близ Хайфы.
К 1940 году в Хайфе евреев стало больше, чем арабов, впервые мэром города стал еврей Шабтай Леви, занимавший эту должность до 1951 года.
Когда началась Вторая мировая война, Хайфа пострадала от атаки итальянской и немецкой авиации, бомбившей порт в 1940 году. В 1940—42 году бомбардировке подвергался Хайфский нефтеперерабатывающий завод, но был успешно защищён. В 1942 году, когда существовал риск вторжения немцев в Палестину, Хагана подготовила Хайфский план (ивр. תכנית חיפה‎), который осуществлён не был. По этому плану всё еврейское населения страны должно было быть сосредоточено на Кармеле, который должен был стать оплотом для борьбы с немцами.
Алия увеличила количество еврейского населения в Хайфе, в1945 году арабов было 53 % (33 % мусульман и 20 % христиан) и евреев 47 %. К 1944 году из нацистской Германии в город прибыло 128 тысяч человек, из которых 52 % были евреями. Одновременно обострялся Еврейско-арабский конфликт, самым кровавым проявлением которого в Хайфе стала бойня на Хайфском нефтеперегонном комбинате в 1947 году и последовавшая за этим атака Хаганы на арабскую деревню Балад аль-Шейх (сейчас Нешер). Еврейская военизированная группировка Иргун бросила две бомбы в группу арабов, ожидавших начала работы на стройке за пределами Объединённого нефтеперерабатывающего завода в Хайфе. В результате 6 человек погибли и 42 получили ранения. Вспыхнули беспорядки, в ходе которых 2000 арабских служащих убили 39 своих еврейских коллег. В ответ было совершено нападение евреев на арабскую деревню Балад аль-Шейх 31 декабря 1947 года.
Одновременно евреи боролись с британцами, стремившимися ограничить еврейскую эмиграцию, одним из примеров такой борьбы стало освобождение нелегальных еврейских иммигрантов из британского лагеря в Атлите, а самой нелегальной эмиграции посвящён музей в Хайфе.
В 1947 г. население Хайфы составляло 70 910 арабов (41 000 мусульман и 29 910 христиан) и 74 230 евреев. Христиане принадлежали в основном к греческой православной церкви (арабской православной церкви).
В Плане раздела ООН 1947 года, разработанного в преддверии окончания британского мандата 15 мая 1948 года, Хайфа была определена как часть еврейского государстваа. Еврейский контроль над Хайфой, как крупным промышленным центром и портом страны, был важнейшей задачей еврейского Плана Далет во время арабо-израильской войны 1948 года.
Страшась даты окончания мандата 15 мая 1948 года, арабы начали покидать Хайфу, в результате чего в 1948 году население Хайфы уменьшилось до 135 тыс. человек, из которых 70 тыс. были евреями, 65 тыс.— палестинскими арабами. 21-22 апреля 1948 года. британцы ушли из большей части города, но сохранили при этом контроль над портовыми сооружениями, отряды Хаганы начали брать город под свой контроль. Операция захвата Хайфы была названа «Биу́р хаме́ц» (ивр. ביעור חמץ‎, «Сжигание хамеца»).
23 апреля 1948 года город был захвачен бригадой Кармели (Хагана). Большая часть мусульманского населения бежала через порт, контролируемый британцами. Однако к июню 1948 года в городе все ещё проживало 2000 христиан и 1300 мусульман. К концу июня оставшиеся британские силы покинули Хайфу. В Хайфе осталось 3-4 тыс. человек из примерно 50-65 тыс. арабского населения, остальные бежали в соседние арабские страны.

## Государство Израиль
После образования Государства Израиль в 1948 году, Хайфа вошла в его состав. Население Хайфы составляло 98 тыс. человек, из них 98 % — евреи. В июле 1948 года военные власти переселили оставшихся в городе арабов в район Вади-Ниснас. После этого армия снесла большую часть старого города (операция «Шикмона»). Население района Кабабир осталось на месте.
Продолжилось строительство в Кирьят-Хаим (1949 ). Хайфа относительно быстро восстановилась после Войны за независимость, но потеряла экономические связи и международное значение. В 1949 году перестал действовать нефтепровод из Ирака в Хайфу, нефтеперерабатывающие заводы перешли на сырьё, доставляемое танкерами.
С 1951 по 1969 год мэром города был Аба Хуши, в его каденцию в пятидесятые годы в Хайфу прибыло значительное количество репатриантов из Марокко, которых поселили в опустевшем, после бегства арабов, мусульманском районе Вади-Салиб, в котором в 1959 году из-за социальной напряжённости возникли беспорядки. Также, первоначально в качестве транзитных лагерей для новых иммигрантов (маабарот), но потом как жилые, были созданы микрорайоны Шаар-ха-Алия и Неве-Давид. Были запущены муниципальные жилищные проекты: западный Кирьят-Хаим и Рамот-Ремез (1951); Рамат-Шауль и Кирьят-Шпринцак (с 1951 по 1953 год); Кирьят-Элиэзер (1954) и стадион (1955). Была расширена мэрия и построена больница Бней-Цион (также известная как больница Ротшильдов), а также Центральная синагога, Биологический фонд в Ган-Ха-Эм (Парк Матери), общественные парки Ган-Ха-Эм (1951) и Сады памяти (1953).
В 1953 году население Хайфы достигло 153,5 тыс. человек.
В 1954 году на реке Кишон был выстроен вспомогательный порт и открыта судоверфь. Развитие порта вызывало приток рабочей силы и рост населения.
В 1959 году в Хайфе был открыт единственный в Израиле подземный фуникулёр Кармелит.
В 1960-е годы были открыты: Музей японского искусства Тикотин (1960), Хайфский театр (1961), Хайфский университет (1963), Музей нелегальной эмиграции (1967). В 1967 году население города выросло до 210 тыс. человек, причём к концу 1960-х в порту работало 10 % населения.
В 1970 году на южном въезде в Хайфу началось строительство комплекса высокотехнологических компаний МАТАМ, ставшего одним из первых комплексов Израильской кремниевой долины. До конца 1970-х годов основная коммерческая активность в городе была сосредоточена вокруг порта и в соседнем районе — Адаре, но развитие автотранспорта привело к упадку этих районов и развитию торговых центров на окраинах Хайфы, особенно в районе Чек-поста. Был открыт морской музей (1972), спорткомплекс Ромема Арена (1976). В 1977 году Марша Фридман с четырьмя другими активистками феминистского движения основала в Хайфе первое в Израиле убежище для женщин, пострадавших от насилия.
В 1970-е-1980-е годы роль города как промышленно-транспортного центра ещё более снизилась, в том числе из-за развития ашдодского порта. Тем не менее, в 1980-х и начале 1990-х годов возникли новые городские кварталы: Кармелия, Рамат-Хадар, Шаар-ха-Алия, Рамат-Эшколь, Рамат-Голда, Рамат-Алон и Вардия, появилась первая канатная дорога. Был основан Хайфский международный кинофестиваль (1983), музей Гехта (1984).
В 1990-е, во время Большой алии, Хайфа оказалась центром репатриантов из стран СНГ, хотя позже около половины из них переехали в центр страны. Хайфа оставалась периферией, несмотря на государственные планы сделать её культурной столицей Севера Израиля. Тем не менее, начиная с 1990 года расширялась транспортная сеть, появилась транспортная развязка Рупин и железнодорожный вокзал Хоф ха-Кармель (1999). Открылись торговые центры «Лев ха-Мифрац» (1991) и Гранд-каньон (1999).
В начале 2000-х годов, во время интифада Аль-Аксы, в городе было совершено несколько крупных терактов, однако гражданское строительство не остановилось, наоборот была построена башня Парус (2002), началось строительство нового микрорайона Западной Хайфы — Рамат-ха-Наси (2005). В 2006 году, во время Второй ливанской войны, город пострадал от ракет Хезболлы. Были открыты железнодорожные станции Лев ха-Мифрац (2001) и Хуцот ха-Мифрац, облегчившие жизнь жителей Крайот.
В 2010-е годы был введен в эксплуатацию Кармельский тоннель (2010), пущен Метронит. Началось заселение нового микрорайона Западной Хайфы — Неот-Перес (2014), открылся стадион Сами Офер (2014). В 2016 году был принят план развития города до 2025 года.
В 2020-е была введена в строй новая канатная дорога Ракавлит (2022).
По данным Центрального статистического бюро Израиля на 2020 год в Хайфе проживало около 285 316 человек.
- евреи 81,2 % (много иммигрантов из бывшего Советского Союза)
- израильские арабы 9,8 %, большинство проживает в районах Вади-Ниснас, Аббас и Халиса.